# Ministrowie obrony Południowej Afryki
Lista ministrów obrony Południowej Afryki od roku 1910.
| Imię i nazwisko         | Partia                      | Okres urzędowania | W rządzie                                                          |
| ----------------------- | --------------------------- | ----------------- | ------------------------------------------------------------------ |
| Jan Smuts               | Partia Południowoafrykańska | 1910–1920         | premiera Louisa Bothy                                              |
| Hendrik Mentz           | Partia Południowoafrykańska | 1920–1924         | premiera Jana Smutsa                                               |
| Frederic Creswell       | Partia Pracy                | 1924–1933         | premiera Barry’ego Hertzoga                                        |
| Oswald Pirow            | Partia Narodowa             | 1933–1939         | premiera Barry’ego Hertzoga                                        |
| Jan Smuts               | UP                          | 1939–1948         | premiera Jana Smutsa                                               |
| Frans Erasmus           | Partia Narodowa             | 1948–1954         | premiera Daniela Malana                                            |
| Frans Erasmus           | Partia Narodowa             | 1954–1958         | premiera Johannesa Strijdoma                                       |
| Frans Erasmus           | Partia Narodowa             | 1958–1959         | premiera Hendrika Verwoerda                                        |
| Jacobus Johannes Fouché | Partia Narodowa             | 1959–1966         | premiera Hendrika Verwoerda                                        |
| Pieter Willem Botha     | Partia Narodowa             | 1966–1978         | premiera Baltazara Vorstera                                        |
| Pieter Willem Botha     | Partia Narodowa             | 1978–1980         | premiera Pietera Willema Bothy                                     |
| Magnus Malan            | Partia Narodowa             | 1980–1984         | premiera Pietera Willema Bothy                                     |
| Magnus Malan            | Partia Narodowa             | 1984–1989         | prezydenta Pietera Willema Bothy                                   |
| Magnus Malan            | Partia Narodowa             | 1989–1991         | prezydenta Frederika de Klerka                                     |
| Roelf Meyer             | Partia Narodowa             | 1991–1992         | prezydenta Frederika de Klerka                                     |
| Gene Louw               | Partia Narodowa             | 1992–1993         | prezydenta Frederika de Klerka                                     |
| Kobie Coetsee           | Partia Narodowa             | 1993–1994         | prezydenta Frederika de Klerka                                     |
| Joe Modise              | Afrykański Kongres Narodowy | 1994–1999         | prezydenta Nelsona Mandeli                                         |
| Mosiuoa Lekota          | Afrykański Kongres Narodowy | 1999–2008         | prezydenta Thabo Mbekiego                                          |
| Charles Nqakula         | Afrykański Kongres Narodowy | 2008–2009         | prezydenta Kgalemy Motlanthego                                     |
| Lindiwe Sisulu          | Afrykański Kongres Narodowy | 2009–2012         | prezydenta Jacoba Zumy                                             |
| Nosiviwe Mapisa-Nqakula | Afrykański Kongres Narodowy | 2012–2021         | prezydentów Jacoba Zumy (2012–2018) i Cyrila Ramaphosy (2018–2021) |
| Thandi Modise           | Afrykański Kongres Narodowy | 2021–2024         | prezydenta Cyrila Ramaphosy                                        |
| Angie Motshekga         | Afrykański Kongres Narodowy | od 2024           | prezydenta Cyrila Ramaphosy                                        |